# Elsa Justel
Elsa Justel (Mar del Plata, Argentina, 19 de febrer de 1944) és una compositora argentina de música instrumental i electroacústica, i videoartista. És membre de diverses associacions internacionals de compositors. És coneguda per la quantitat d'obres electroacústiques que ha compost, per produir progressos tècnics dins aquest camp artístic i per haver sigut la fundadora de la Fundación Destellos de la seva ciutat natal.

## Biografia
Justel va néixer el 19 de febrer de 1944 a Mar del Plata, Argentina. El 1964 obtingué la Llicenciatura en Periodisme i Ciències de la Comunicació per l'Escola de Ciències de la Comunicació de Mar del Plata. Va iniciar la seva formació musical al Conservatorio Provinicial Luis Gianneo de la mateixa ciutat, on va obtenir el títol de professora d'Educació Musical i Direcció Coral l'any 1969. Durant la dècada dels 70 i 80, va estudiar composició a Buenos Aires amb Virtú Maragno, Sergio Hualpa i Eduardo Tejeda i música electroacústica amb José Maranzano i Francisco Kröpfl. En aquest període va viatjar per Espanya i Alemanya, on va estudiar amb Carmelo Bernaola, Jan Vriend o Helmut Lachenmann.
Entre el 1983 i el 1988 va realitzar produccions amb procediments tècnics instrumentals avançats, dins del serialisme integral. Una de les obres més representatives d'aquest període és Fantasía, op.4 (1984) per a piano, estrenada al Salón Dorado de la Municipalidad de La Plata el 4 d'octubre de 1985.

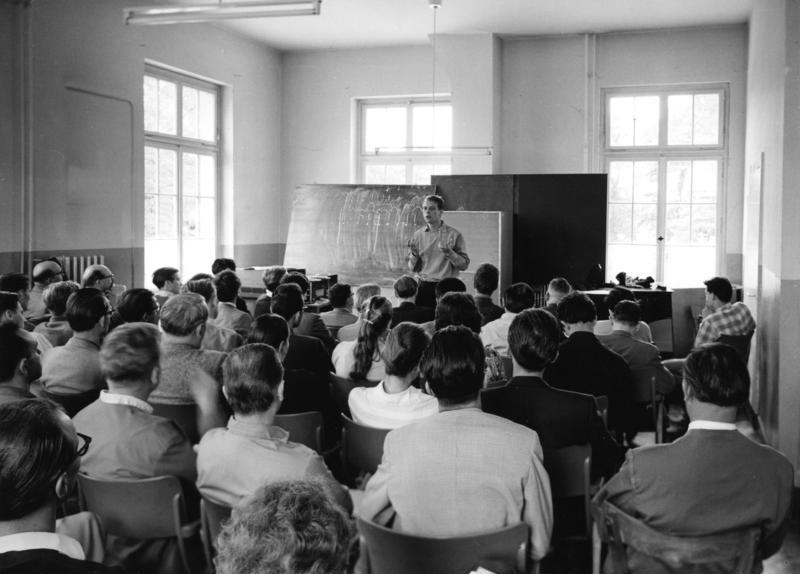
Fotografia d'un dels cursos d'estiu de Darmstadt

Es va traslladar a viure i treballar a França a llarg termini el 1988. A partir del 1989 va créixer el seu interès pels mitjans electroacústics i mixtes. Es va introduir en el gènere electroacústic a partir de la síntesi sonora, a través de la síntesi d'elements tímbrics per mitjà de la freqüència modulada. L'any 1990 va participar en els cursos d'estius de Darmstadt. Va acabar cursant un màster en música electroacústica a la Universitat de París el 1991. Posteriorment, l'any 1995, va obtenir una beca de l'Institut de l'Audiovisual de la Universitat Pompeu Fabra de Barcelona per la seva primera vídeo-producció La ilusión sensible, estrenada al Festival ENSEMS a València. El 2000 es va doctorar en Estètica, Ciències i Tecnologies de les Arts a la Universitat de París VII, on va ser supervisada per Horacio Vaggione. La seva tesi doctoral es titula Les structures formelles dans la musique électroacoustique (Les estructures formals en la música electroacústica), la qual fou traduïda al castellà per ella mateixa el 2013.
Ha impartit classes a la Université Paris-Est Marne-la-Vallée, ha sigut professora de música electroacústica a la Universitat Pompeu Fabra de Barcelona, i ha impartit conferències a la Universitat de Califòrnia, Santa Bàrbara. Ha sigut mestra de compositors com Damian Gorandi. Durant la seva carrera la seva música ha estat interpretada a Hong Kong, Canadà, Alemanya, França, Dinamarca, Espanya o el Regne Unit.
L'any 2007 va crear la Fundació Destellos a Mar del Plata i des del 2008 és l'organitzadora del Concurs de Composició Musical Electroacústica Destellos. Aquesta fundació té com a incentius: la mediació entre joves creadors i investigadors i els centres d'investigació, la promoció de programes d'intercanvi i la creació d'un punt de trobada de reflexió sobre l'art, la ciència i la tecnologia.
Justel utilitza tant sons reals com elements virtuals en les seves composicions. El seu treball ha sigut fruit d'una varietat de creacions sonores, com la seva obra Fy Mor, que va ser estrenada el 1991, la qual està composta usant només els sons dels estris de cuina. Deniz Peters va descriure el treball de Justel com "un teixit sofisticat de minúsculs punts de contacte [sic], en complexes constel·lacions d'imitacions sonores".
Les seves obres han sigut interpretades en diversos festivals importants com el Festival Synthese of Bourges, el Ferienkurse für neue musik de Darmstadt, l'Elektronischer Frühling de Viena, el New Music Festival de Dinamarca o l'Espace du son de Brussel·les.

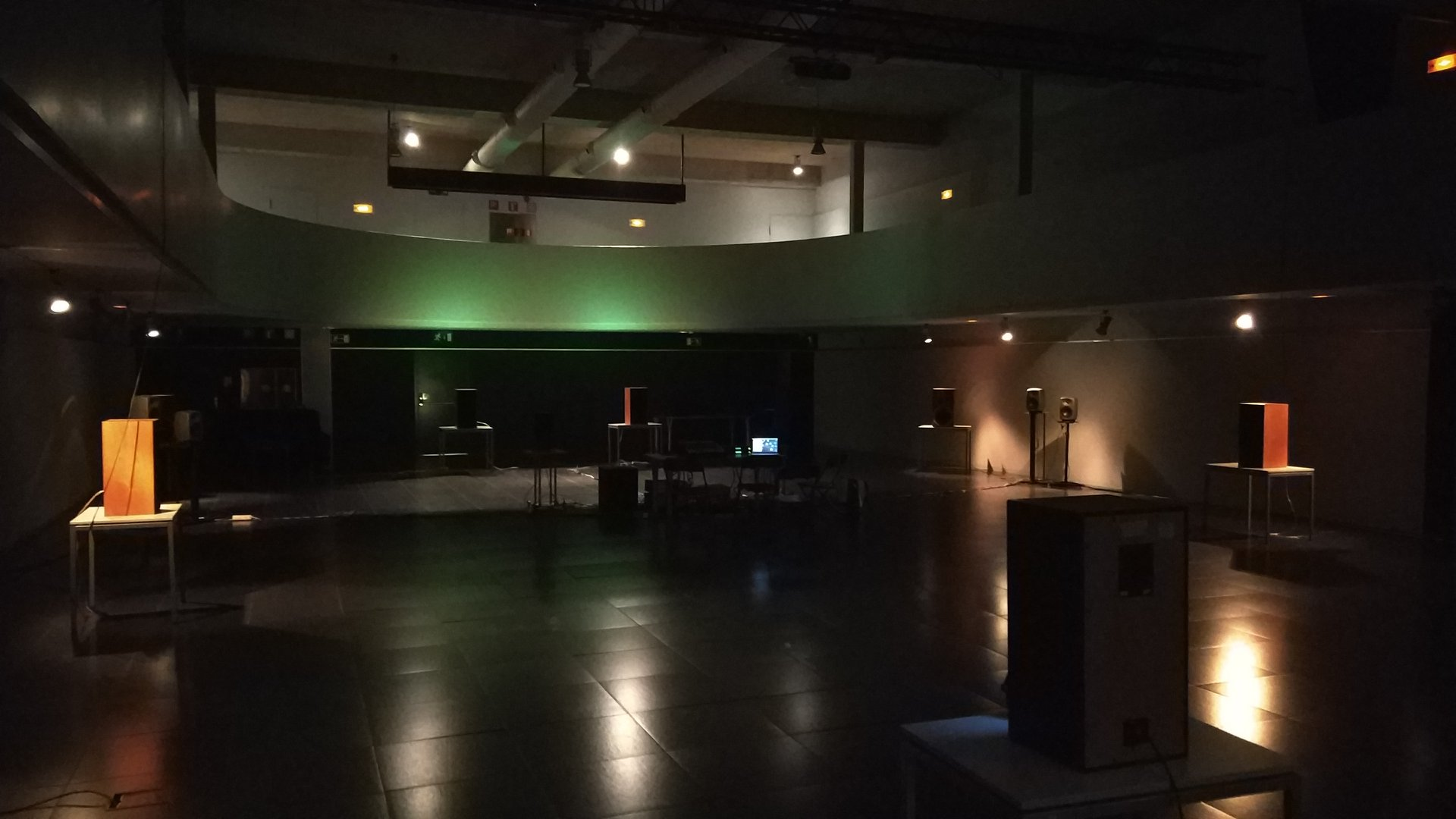
Espai de Phonos (Universitat Pompeu Fabra)

A part d'haver realitzat classes a la UPF, Justel s'ha relacionat amb altres institucions culturals de la ciutat de Barcelona al llarg de la seva vida. El 2005 va participar en l'ICMC (International Computer Music Conference) que es va dur a terme a l'Escola Superior de Música de Catalunya. Joan Izquierdo, flautista, va interpretar Midi de Sable, de la compositora argentina. Obra en la qual s'utilitzen diversos instruments de la família de la flauta de bec. El 2015 també va participar al festival ZEPPELIN que es va celebrar al Centre de Cultura Contemporània de Barcelona, on es va interpretar Gwerz III. Justel també va participar en l'exposició sonora del mateix festival, on també es van interpretar obres d'altres compositors com Jorge Antues o Simon Le Boggit.

## Recerca
La recerca musicòloga de Justel està orientada als aspectes de l'estructura formal i l'espai en la música electroacústica; i cap al camp de la percepció i els paràmetres físics sobre la imatge i el so. També va introduir nous recursos tècnics en la seva peça per a clavicèmbal i electrònica La ventana deshabitada.

Els seus articles també giren al voltant del que ha significat escoltar al llarg de la història i com l'electroacústica ha canviat la percepció de l'escolta i ha obert noves visions. Justel descriu:
"Però escoltar significa quelcom més que sentir. Implica qüestionar-se sobre l'oposició primària entre so i fressa, descobrir la musicalitat potencial dels sons habitualment considerats sorolls, sorprendre la nostra percepció, revelar el nostre inconscient a través del medi sonor."
-Elsa Justel, Ruido y música: Creencia y constatación
A la seva tesi doctoral Las estructuras formales en la música electroacústica es planteja un parell de propòsits. En primer lloc, un treball de reflexió i anàlisi sobre alguns dels problemes de la música electroacústica, particularment la seva morfologia i la seva organització composicional. I, en segon lloc, es busca a través de l'anàlisi d'obres les característiques més significatives de l'estructuració en la música de producció electroacústica.

###### Publicacions
- La orquesta, los instrumentos (1979), llibre - Argentina[22]

- Les structures formelles dans la musique de production électroacoustiques (2002), tesi doctoral - França
- Space as Structural Function in Electroacoustic Music (2002), ACMA - Melbourne, Austràlia
- Space and Music Composition (2003), Crossings, Electronic Journal of Art and Technology - Dublín, Irlanda
- Video música: ilusiones de perceptivas y organización (2008), article a Audiovisión Libro 3, Universidad Nacional de Lanús - Buenos Aires, Argentina
- Vers une syntaxe de l'espace (2010), article a Revue "L'espace du son III", Editions Musiques et Recherches - Brussel·les, Bèlgica[23]
- Ruido y música: Creencia y Constatación, article a IECE Revista Digital #7 - Argentina[21]

## Reconeixements
Per les seves composicions va rebre, entre altres coses, premis al Concours de musique radiophonique de La Muse en Circuit (2003), al Concours Phonurgia (2001) i a les Tribunas de música contemporánea et electroacústica (1987, 1989 i 2000). Justel també ha estat premiada amb el Prix Ars Electronica a Linz, Àustria, el Prix biennal Presque Rien a França i el Prix Ton Bruynèl als Països Baixos. A més, Justel també és actiu en l'àmbit de l'art audiovisual i ha compost música de cinema i drama. Per la música del vídeo Destellos va ser premiada al Video Evento d'Arte i al concurs de Bourges l'any 2002. Ha estat anomenada una pionera de la composició de música electroacústica a l'Argentina.
| Premi                                                            | Any  | Obra                 | Localització         |
| ---------------------------------------------------------------- | ---- | -------------------- | -------------------- |
| Juventudes Musicales                                             | 1986 | Fantasía, op. 4      | Argentina            |
| Tribuna Nacional de Compositores                                 | 1987 | Abismos              | Argentina            |
| Concurs Internacional de Música Electroacústica                  | 1989 | Ichihualasto         | Bourges - França     |
| Stipendienpreis                                                  | 1990 | Ichihualasto         | Darmstadt - Alemanya |
| Ars Electronica                                                  | 1992 | Fy Mor               | Linz - Àustria       |
| Tribuna de Música Electroacústica                                | 1996 | Fy Mor               | Argentina            |
| Tribuna de Música Contemporánea                                  | 2002 | Feuillage de Silence | Argentina            |
| Premi Radio France Culture - Concurs Phonurgia                   | 2001 | La Radio, ça détend  | França               |
| Premio Video Evento d'Arte                                       | 2002 | Destellos            | Itàlia               |
| Concurs Internacional d'Art Sonor                                | 2002 | Destellos            | Bourges - França     |
| Premi Concurs d'Art Radiofònic - La Muse en Circuit y Radio WDR3 | 2003 | "L"                  | França/Alemanya      |
| Premi Ton Bruynèl                                                | 2005 | Bastet               | Països Baixos        |
| Concurs Associació "Presque Rien"                                | 2011 | Casi Nada            | França               |

Sobre l'estrena d'alguna obra com Cercles et Surfaces se n'ha dit el següent: "La interacció acolorida i activa entre els diferents materials de l'obertura em va sorprendre immediatament. [...], em va fascinar la construcció significativa del gest, les tàctiques d'especialització detallades, l'ampli ventall de timbres i l'orquestració brillant.". També el CD que contenia l'obra anterior, Yegl, va rebre crítiques molt positives com: "[…] Yegl és una autobiografia en àudio selectiva que representa la imatge de la curiositat de tota la vida d'un individu en l'ampliada paleta electroacústica, mitjà fix i composició radiofònica. I provoca una curiositat similar per a l'oient."

## Llistat d'obres[30][31]
| Nom de l'obra                         | Any     | Instrumentació                         | Tipus                                                       |
| ------------------------------------- | ------- | -------------------------------------- | ----------------------------------------------------------- |
| Abismos                               | 1987    | Veu i sintetitzador                    |                                                             |
| Sikxo                                 | 1989    | Saxòfon i orquestra                    |                                                             |
| Ichihualasto                          | 1989    | Electroacústica                        |                                                             |
| Sept petits morceuax de quelque chose | 1989    | Electroacústica                        |                                                             |
| Verás llorar a la Biblia...           | 1989/90 | Electroacústica                        |                                                             |
| Tiempo de antorchas                   | 1990    | Oboè i electrònica                     |                                                             |
| Le jardin de nuages                   | 1990    | Electroacústica                        | Música per a escena infantil                                |
| La ventana deshabitada                | 1990/91 | Clavecí i electrònica                  |                                                             |
| Fy Mor                                | 1991    | Estris de cuina i electroacústica      |                                                             |
| Latido estival                        | 1992    | Veu i electrònica                      |                                                             |
| Tecla: la nuit étoilée                | 1993    | Electroacústica                        | Música per a l'espectacle multimedial Les villes invisibles |
| ALL+                                  | 1993    | Contrabaix i sistema interactiu        |                                                             |
| Feuillage de silence                  | 1994    | Flauta, oboè i electrònica             |                                                             |
| La ilusión sensible                   | 1995    | Audiovisual                            |                                                             |
| Mégots                                | 1995    | Electroacústica                        |                                                             |
| Sakhra                                | 1995    | Electroacústica                        |                                                             |
| Thun                                  | 1995    | Electroacústica                        |                                                             |
| Talla                                 | 1996    | Electroacústica                        |                                                             |
| Du liebe tu?                          | 1996    | Electroacústica                        |                                                             |
| Chi-pa-boo                            | 1997    | Electroacústica                        |                                                             |
| Alba Sud                              | 1997    | Electroacústica                        |                                                             |
| Au loin... bleu                       | 1997    | Instal·lació sonora                    |                                                             |
| Mâts                                  | 1998    | Electroacústica                        |                                                             |
| Pieza en forma de té                  | 1999    | Multipista                             |                                                             |
| El tercer fuego                       | 1999    | Clarinet baix, percussió i electrònica |                                                             |
| Midi de sable                         | 2000    | Flautes de bec i electrònica           |                                                             |
| La radio, ça détend                   | 2001    | Electroacústica                        | Obra radiofònica                                            |
| Te saludo muchacho                    | 2001    | Electroacústica                        |                                                             |
| Gwerz                                 | 2001    | Electroacústica                        |                                                             |
| Destellos                             | 2001    | Audiovisual                            |                                                             |
| La couleur des mots                   | 2002    | Electroacústica                        | Obra radiofònica                                            |
| "L"                                   | 2003    | Electroacústica                        | Obra radiofònica                                            |
| Purzelbäume                           | 2003    | Electroacústica                        |                                                             |
| Puntos, comas y refritos              | 2003    | Multipista                             |                                                             |
| Débris                                | 2003    | Multipista                             |                                                             |
| Bastet                                | 2004    | Electroacústica                        |                                                             |
| Moure le món                          | 2004    | Audiovisual                            |                                                             |
| Un regard sur la ville                | 2004    | Audiovisual                            |                                                             |
| Le ver fou                            | 2004/05 | Electroacústica                        |                                                             |
| Yegl                                  | 2005/06 | Electroacústica                        |                                                             |
| La fiesta                             | 2007    | Electroacústica                        |                                                             |
| P-corde                               | 2007    | Electroacústica                        |                                                             |
| Camet Norte                           | 2009    | Audiovisual                            |                                                             |
| Casi nada                             | 2011    | Electroacústica                        |                                                             |
| Espace re-figuré                      | 2011    | Electroacústica                        |                                                             |
| L'expérience caustique                | 2012    | Electroacústica                        |                                                             |
| Rouilles                              | 2010/12 | Audiovisual                            |                                                             |
| Cercles et surfaces                   | 2013    | Electroacústica                        |                                                             |
| Âpre[s] midi                          | 2014    | Flautes de bec i electrònica           |                                                             |
| MexiColorNoise                        | 2014    | Audiovisual                            |                                                             |
| Tapage nocturne                       | 2015    | Electroacústica                        |                                                             |
| Estampes de Viseu                     | 2016    | Electroacústica                        |                                                             |
| Marelle                               | 2017    | Electroacústica                        |                                                             |
| Wessen                                | 2017    | Electroacústica                        |                                                             |
| Dots, lines and roughness             | 2017    | Audiovisual                            |                                                             |
| Estudio de metal                      | 2017    | Audiovisual                            |                                                             |
| Ce monde et ailleurs                  | 2019    | Multipista                             |                                                             |
| D'un souffle lontain                  | 2019    | Trompeta i electrònica                 |                                                             |
| Déjà vu                               | 2020    | Multipista                             |                                                             |
| Diálogo con Ana                       | 2020    | Electroacústica                        |                                                             |
| Pion d'échecs                         | 2020/21 | Piano i electrònica                    |                                                             |
| Variaciones góticas                   | 2021    | Electroacústica                        |                                                             |

## Discografia

#### Discs propis
- Mâts (2007)
- Yegl (2019)

###### Compilacions
- La ventana deshabitada (1993) a Comme si l'hydorgene... (Vivienne Spitteri - J&W, Canadà)
- Haricots et petit bâtons (1996) a CD de la ICMC (Hong Kong)
- Chi-pa-boo (1998) a Miniatures Concrètes (Empreintes DIGITALes, Canadà)
- Fy Mor (1998) a Desde el otro lado (OODiscs, Europa)
- Au loin... bleu (1998) a Organized Sound (Cambridge University Press - Anglaterra)
- Mâts (2000) a Acousmatica (Lille - França)
- Alba Sud (2001) a Sound Anthology (Computer Music Journal - Vol. 25 - 4, Europa)
- Mégots (2002) a Music for an empty nightclub (Art Sheffield, Anglaterra)
- "L" (2003) a L'élément - 5º concurso de arte radiofónico (La muse en circuit - Radio France i WDR3 - Alemanya)
- Débris (2003) a Chrysopée électronique - Vol 25 (Mnemosyne - França)
- Primpilipansa (2003) a DiscContact III (Comunitat Electroacústica Canadenca)
- Primpilipansa (2004) a 2º concurso internacional de miniaturas electroacústicas (Confluences, Espanya)[34]